# Reg Grundy
Reg Grundy, voluit Reginald Roy Grundy (Sydney, 4 augustus 1923 – Bermuda, 6 mei 2016) was een Australisch ondernemer en mediamagnaat.

## Biografie
Grundy startte zijn eigen productiehuis in 1960: Reg Grundy Organisation. In 1977 was hij producent van ABBA: The Movie. Tussen 1985 en 2006 produceerde zijn productiehuis Neighbours. In 2005 verkocht hij zijn productiehuis aan FremantleMedia voor 386 miljoen dollar. 
Grundy overleed op 92-jarige leeftijd.